# イッキー・サンプ
『イッキー・サンプ』（Icky Thump）は、アメリカ合衆国のロック・バンド、ザ・ホワイト・ストライプスが2007年に発表した6作目のスタジオ・アルバム。バンドは2011年2月2日に解散を発表しており、結果的に最後のスタジオ・アルバムとなった。

## 背景
前作『ゲット・ビハインド・ミー・サタン』（2005年）から本作のレコーディングまでの間に、ジャック・ホワイトはザ・ラカンターズとしてのデビュー・アルバム『ブロークン・ボーイ・ソルジャーズ』（2006年）を発表。また、ジャックはテネシー州ナッシュビルに移住し、メグ・ホワイトはロサンゼルスに移った。ジャックは2011年に行われたインタビューで、ナッシュビルに移った理由について「デトロイトを離れようとした頃、南部に住みたくなった」「メンフィスだとデトロイトに似すぎている」「ナッシュビルは色々な理由からちょうど良く感じられた」と語っている。

## レコーディング
本作のレコーディングは、ジャックの新居からそれほど遠くないナッシュビルのブラックバード・スタジオで行われ、ジョー・チッカレリがミキシングを担当した。以前の作品と同様、コンピュータを使用せずアナログ・テープで録音されたが、今回は8トラックではなく16トラックのアナログMTRが使用され、チッカレリによれば大部分の曲は15トラックで録音されたという。レコーディングは3週間にわたり、ザ・ホワイト・ストライプスのアルバムとしては異例の長期戦となった。
前作『ゲット・ビハインド・ミー・サタン』で多用されたピアノは使用されず、外部ミュージシャンによるトランペットとバグパイプが導入され、また、Univoxの1959年製のシンセサイザーも使用された。「コンクエスト」でトランペットを担当したRegulo Aldamaは、スタジオの近くのメキシコ料理店で演奏していたマリアッチの楽団のメンバーである。ジャックが本作で使用したアコースティック・ギターは、ロバート・ジョンソンが愛用していたモデルとして知られるギブソンL-1で、ジャックは前のツアーでもこのギターを弾いていた。
なお、バンドは後にベックとの共同プロデュースで3曲を録音（うち2曲にはベックが演奏でも参加）しており、これらの曲は「コンクエスト」がシングル・カットされた際にカップリング曲として発表された。

## 楽曲
タイトル曲「イッキー・サンプ」は、ジャックが当時の妻カレン・エルソンから教わった「ecky thump」というイングランド北部で使われる言い回しを捩っている。「コンクエスト」はパティ・ペイジが1952年にヒットさせた曲のカヴァーで、ジャックが10年にわたり歌いたがっていた曲である。「ボーン・ブローク」はジャックが10年前に他のバンドへ提供しようとして作った曲だが、そのバンドがとうとう録音しなかったため、自分達で録音することにした。「リトル・クリーム・ソーダ」はジャックがライヴで演奏していた曲を改作したものだが、本人は元の曲のことを忘れており、彼の甥が持ってきたブートレグを聴いて、この曲に改めて命を吹き込むことにしたという。

## リリース
バンドはV2レコードを去り、2007年にワーナー・ブラザース・レコードと新たな契約を得る。本作のアメリカ盤はワーナー・ブラザースを通じて発売され、日本発売元もワーナーミュージック・ジャパンに変更された。ただし、イギリス盤は引き続きXLレコーディングスからリリースされている。なお、本作リリース前の2007年5月末に、シカゴのラジオ局Q101のDJがアルバム全体をかけてしまい、更にラジオのリスナーがブートレグとしてファイル共有サイトに流出させる事態に発展したため、ジャック・ホワイトがスペインからQ101に怒りの電話をかけるという騒動もあった。
ジャケットではジャック・ホワイトとメグ・ホワイトはロンドンのパーリー・キングズ・アンド・クイーンズをヒントにした扮装をしている。
日本盤ボーナス・トラック「ベイビー・ブラザー」は、イギリスではアナログ盤シングル「イッキー・サンプ」のB面曲として発表された。
2009年には、ジャック・ホワイトが主宰するレーベル「サード・マン・レコード」から本作のモノラル盤（2枚組LP）が限定発売された。

## 反響
本作からの先行シングル「イッキー・サンプ」は全米26位・全英2位を記録し、2011年10月にはデジタル・シングルがRIAAによってプラチナ認定された。
そして本作は、アメリカのBillboard 200で自己最高の2位に達し、2007年7月にはRIAAによってゴールドディスクに認定された。全英アルバムチャートでは自身2度目の1位を獲得し、16週チャート圏内に入った。その後、「ユー・ドント・ノウ・ホワット・ラヴ・イズ（ユー・ジャスト・ドゥ・アズ・ユーアー・トールド）」（全英18位）、「コンクエスト」（全英30位）もシングル・カットされている。

## 評価
Heather Pharesはオールミュージックにおいて5点満点中4点を付け「ザ・ホワイト・ストライプスのどのアルバムに入っていてもおかしくない、焼けつくような"Bone Broke"を別とすれば、ジャックとメグは『イッキー・サンプ』において、よりラウドな一面を徹底させた」「円熟しているが退屈さとは程遠いアルバムで、バンドの演奏はいつも通り、とても楽しく聴ける」と評している。
本作は多数のメディアによって、2007年を代表するアルバムの一つに挙げられている。ワシントン・ポスト紙の記者J. Freedom du Lacによる「2007年のトップ・アルバム」及び『スピン』誌のスタッフによる「2007年の40ベスト・アルバム」では10位、オブザーバーによる「2007年のベスト50アルバム」では12位、『NME』誌による「2007年の50ベスト・アルバム」では15位にランク・イン。

## 受賞
第50回グラミー賞では本作が最優秀オルタナティヴ・ミュージック・アルバム賞を受賞し、バンドは3作連続で同賞の受賞を果たした。また、収録曲「イッキー・サンプ」は最優秀ロック・ソング賞と最優秀ロック・ボーカル・パフォーマンス（デュオまたはグループ）の2部門にノミネートされ、そのうち最優秀ロック・ボーカル・パフォーマンス賞を受賞した。
MTV Video Music Awardsでは「コンクエスト」のミュージック・ビデオが最優秀芸術監督賞と最優秀撮影賞にノミネートされ、そのうち最優秀撮影賞を受賞した。

## 収録曲
特記なき楽曲はジャック・ホワイト作。
1. イッキー・サンプ "Icky Thump" – 4:14
2. ユー・ドント・ノウ・ホワット・ラヴ・イズ（ユー・ジャスト・ドゥ・アズ・ユーアー・トールド） "You Don't Know What Love Is (You Just Do as You're Told)" – 3:54
3. 300マイル・パー・アワー・トレンシャル・アウトポアー・ブルース "300 M.P.H. Torrential Outpour Blues" – 5:28
4. コンクエスト "Conquest" (Corky Robins) – 2:48
5. ボーン・ブローク "Bone Broke" – 3:14
6. プリックリー・ソーン、バット・スウィートリー・ウォーン "Prickly Thorn, But Sweetly Worn" – 3:05
7. セント・アンドリュー（ディス・バトル・イズ・イン・ジ・エアー） "St. Andrew (This Battle is in the Air)" – 1:49
8. リトル・クリーム・ソーダ "Little Cream Soda" – 3:45
9. ラグ・アンド・ボーン "Rag and Bone" – 3:48
10. アイム・スローリー・ターニング・イントゥ・ユー "I'm Slowly Turning into You" – 4:34
11. ア・マーター・フォー・マイ・ラヴ・フォー・ユー "A Martyr for My Love for You" – 4:19
12. キャッチ・ヘル・ブルース "Catch Hell Blues" – 4:18
13. エフェクト・アンド・コーズ "Effect and Cause" – 3:00

### 日本盤ボーナス・トラック
1. ベイビー・ブラザー "Baby Brother" – 2:10

## 参加ミュージシャン
- ジャック・ホワイト - ボーカル、ギター
- メグ・ホワイト - ドラムス、ボーカル

アディショナル・ミュージシャン
- Regulo Aldama - トランペット(on #4)
- Jim Drury - バグパイプ(on #6, #7)